# Bartosz Nowakowski
Bartosz Szymon Nowakowski (ur. 1975 w Kościanie) – doktor habilitowany nauk prawnych, kanonista, profesor Uniwersytetu Przyrodniczo-Humanistycznego w Siedlcach (UPH), kierownik Katedry Prawa na Wydziale Nauk Ekonomicznych i Prawnych. Specjalista kanonicznego, materialnego i procesowego prawa małżeńskiego. Specjalizuje się w procedurze rozwiązania małżeństwa in favorem fidei. Członek Consociatio Internationalis Studio Iuris Canonici Promovendo z siedzibą w Rzymie oraz Stowarzyszenia Kanonistów Polskich. Autor i współautor 4 monografii naukowych i ponad 30 artykułów w języku polskim i włoskim.

## Wykształcenie
Maturę uzyskał w 1994 w I Liceum Ogólnokształcącym im. Oskara Kolberga w Kościanie. W latach 1994–2000 odbył studia filozoficzno-teologiczne na Wydziale Teologii Uniwersytetu im. Adama Mickiewicza w Poznaniu, uzyskując w 1999 tytuł magistra teologii na podstawie pracy Zagadnienie bezreligijnego chrześcijaństwa w listach Dietricha Bonhoeffera. W latach 1999–2001 kontynuował studia podyplomowe w zakresie Studiów nad Rodziną na WT UAM w Poznaniu, kończąc je w 2001 pracą dyplomową z zakresu wychowania prorodzinnego i seksualnego. W latach 2001–2005 odbył studia magisterskie na Wydziale Prawa Kanonicznego Papieskiego Uniwersytetu Gregoriańskiego w Rzymie oraz na Wydziale Prawa Kanonicznego UKSW w Warszawie. W 2005 uzyskał tytuł magistra nauk prawnych z zakresu prawa kanonicznego na podstawie pracy Funkcjonowanie kan. 1107 KPK w kanonicznym systemie małżeńskim. Rok później doktoryzował się w dziedzinie nauk prawnych w zakresie prawa kanonicznego. W 2013 uzyskał na UKSW stopień doktora habilitowanego nauk prawnych z zakresu prawa kanonicznego na podstawie dorobku naukowego oraz monografii Rozwiązanie małżeństwa in favorem fidei. Źródła, ewolucja, aktualne normy. W 2014 odbył w Trybunale Roty Rzymskiej specjalizację zakończoną uzyskaniem dyplomu summa cum laude – z najwyższym wyróżnieniem – Studium Rotalnego w zakresie procesów super rato.

## Doświadczenie dydaktyczne
W latach 2009–2016 pracował jako adiunkt w Zakładzie Prawa Kanonicznego WT UAM. Prowadził wykłady i ćwiczenia z zakresu: norm generalnych, kanonicznego prawa małżeńskiego materialnego i procesowego, kanonicznego prawa karnego, kanonicznego prawa administracyjnego, prawa wyznaniowego i konkordatowego. W latach 2013–2016 prowadził specjalistyczne wykłady na Wydziale Prawa Kanonicznego UKSW w Warszawie w ramach studiów podyplomowych – Sądownictwo i Administracja w Kościele oraz kursów specjalistycznych dla biegłych sądowych – Niezdolność konsensualna do zawarcia małżeństwa. Od 2017 jest profesorem UPH w Siedlcach, kierownikiem Katedry Prawa na Wydziale Nauk Ekonomicznych i Prawnych UPH. Pełni funkcję przewodniczącego Wydziałowej Komisji ds. Oceny Nauczycieli Akademickich. Jest członkiem Uniwersyteckiej Komisji Dyscyplinarnej ds. Nauczycieli Akademickich oraz członkiem Uniwersyteckiej Komisji ds. Etyki Badań Naukowych. Prowadzi zajęcia z zakresu materialnego i procesowego prawa administracyjnego, materialnego i procesowego prawa karnego. W badaniach naukowych zajmuje się komparatystyką prawa państwowego i kanonicznego ze szczególnym uwzględnieniem kanonicznego (materialnego i procesowego) prawa małżeńskiego oraz prawa rodzinnego i opiekuńczego. Z zamiłowania zajmuje się badaniami związanymi z administracyjno-prawnymi i karno-prawnymi aspektami dostępu do broni.

## Kapłaństwo
Wikariusz w parafii rzymskokatolickiej pw. św. Jadwigi Śląskiej w Poznaniu w latach 2007– 2012.

## Praktyka sądowa
W latach 2004–2006 odbywał praktykę w Metropolitalnym Sądzie Duchownym w Warszawie. Ponad 10 lat (2006–2016) pełnił funkcję sędziego z prawem przewodniczenia trybunałowi kolegialnemu w MSD w Poznaniu. Występował, na polecenie Stolicy Apostolskiej, jako adwokat w procesach karnych osób duchownych.

## Inne
W latach 2010–2015 był redaktorem naczelnym serii wydawniczej WT UAM „Prawo i Kościół”. Był członkiem Rady Naukowej „Ius Matrimoniale”. Pełnił lub nadal pełni funkcję recenzenta w takich czasopismach jak: "Studia Prawnicze KUL", „Prawo Kanoniczne”, „Seminare”, „Annales Canonici”, „Poznańskie Studia Teologiczne”.